# Bisetocreagris silvestrii
Bisetocreagris silvestrii är en spindeldjursart som först beskrevs av Chamberlin 1930.  Bisetocreagris silvestrii ingår i släktet Bisetocreagris och familjen helplåtklokrypare. Inga underarter finns listade.